# 海野長氏
海野 長氏 （うんの ながうじ、生年不詳 - 寛元元年（1243年））は、真田氏の始祖とされる人物。
鎌倉幕府3代執権北条泰時に仕えたとされる。